# لانغر أوغن

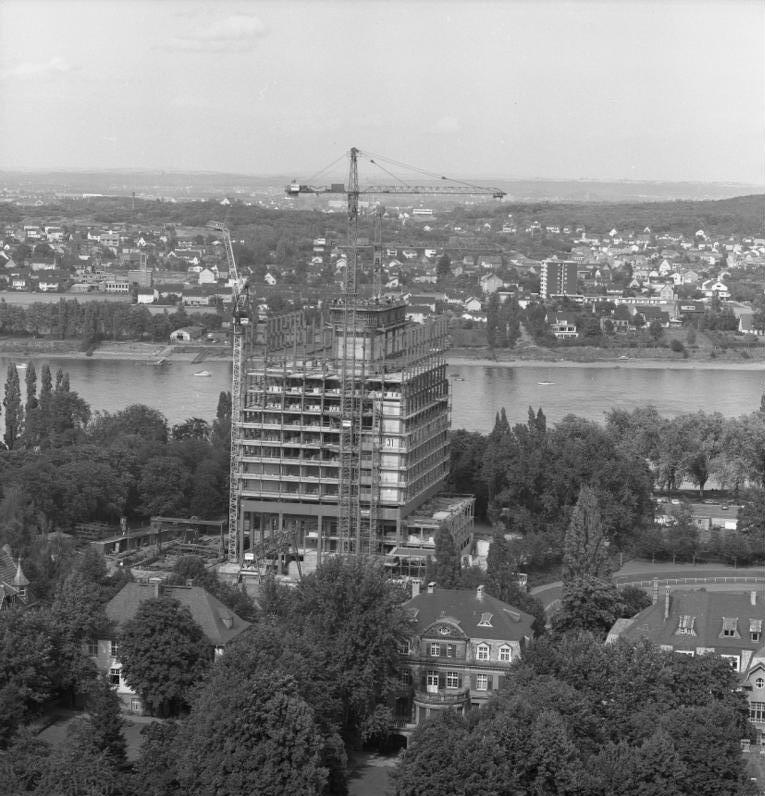
لانغر أوغن أثناء البناء عام 1967

لانغر أوغن (بالألمانية: Langer Eugen) هو مبنى عالي في بون. كان يضم إلى غاية انتقال مجلس النواب الاتحادي إلى برلين أعضاء المجلس الاتحادي.
بدأ بناء لانغر أوغن الذي صممه المهندس المعماري الألماني إيغون أيرمان، والذي يبلغ طول ارتفاعه 114 متراً بين عام 1965 و19 فبراير 1969. سُمي المبنى بهذا الاسم نسبة إلى رئيس البوندستاج السابق أوغن غيرتسنماير، وبلغت تكاليف بنائه 50 مليون مارك.
بعد انتقال مجلس النواب الاتحادي في صيف عام 1999 تم استخدام هذا المبنى من خلال هيئات مختلفة وطنية ودولية.